# Houston Grand Opera

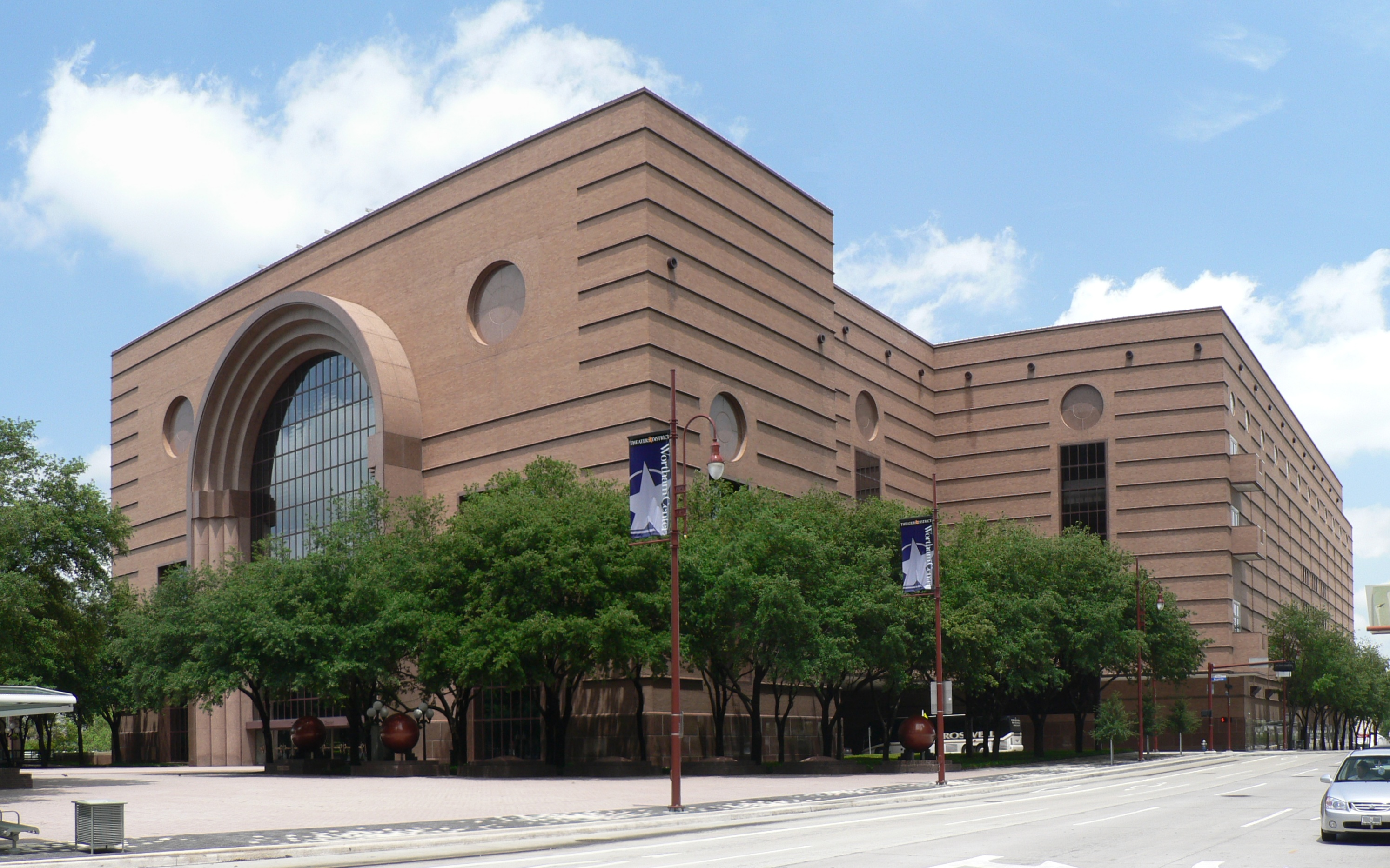
Wortham Theater Center, där Houston Grand Opera finns.

The Houston Grand Opera (HGO) i Houston i Texas är ett av de ledande operahusen i USA. Det öppnade 1955. Sedan 1987 finns HGO i Wortham Theater Center.